# シンチグラフィ

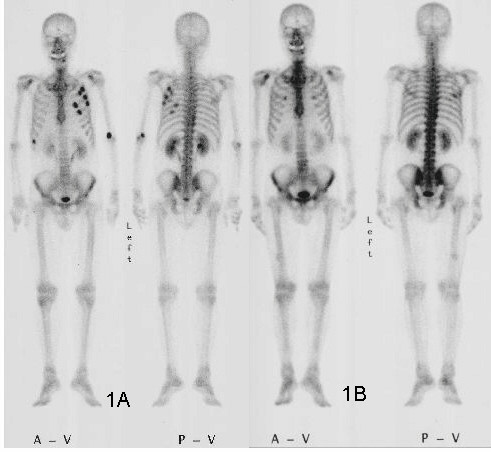
^{99m}Tc-HMDPによる骨シンチグラフィの例。
左側2つの写真（前側と後側から撮ったもの）大腸癌からの骨転移が左側の肋骨に見える。化学療法後の右側2つの写真では骨転移が抑えられているのがわかる。

シンチグラフィ（英: scintigraphy）・シンチグラムは、体内に投与した放射性同位体から放出される放射線を検出し、その分布を画像化したもの。画像診断法の一つ。
腫瘍（がん）や各種臓器の機能の診断に使われる。また、核種の組織親和性を利用して、異所性胃粘膜の検出、甲状腺や唾液腺の検査にも使われる。
医療現場では、画像化したものについても包括して「シンチグラム」と呼ばれることも多く、診療報酬点数表でも「シンチグラム」と表記される。
なお、一般的にはシンチグラフィとRI検査とはほぼ同義語として使われるが、RI検査はシンチグラフィよりも範囲が広く、画像化を伴わないシンチグラムや、ラジオアイソトープを使った体外からの計測によらない検査（循環血液量測定など）も含まれる。
注）英語では検査法をscintigraphy、得られた図（画像）をscintigramと区別している。

## 種類
| 脳血流シンチグラフィ   | テクネチウム99m(99mTc)、ヨウ素123(123I)                          |
| 脳脊髄腔シンチグラフィ | インジウム111(111In)                                             |
| ガリウムシンチグラフィ | ガリウム67(67Ga)                                                 |
| 骨シンチグラフィ       | テクネチウム99m(99mTc)                                           |
| 心筋血流シンチグラフィ | タリウム201(201Tl)、テクネチウム99m(99mTc)                       |
| 肺血流シンチグラフィ   | テクネチウム99m(99mTc)                                           |
| 肺換気シンチグラフィ   | テクネチウム99m(99mTc)、キセノン133(133Xe)、クリプトン81m(81mKr) |
| 甲状腺シンチグラフィ   | ヨウ素123(123I)、テクネチウム99m(99mTc)、タリウム201(201Tl)      |
| 副甲状腺シンチグラフィ | テクネチウム99m(99mTc)、タリウム201(201Tl)                       |
| 肝シンチグラフィ       | テクネチウム99m(99mTc)                                           |
| 肝胆道シンチグラフィ   | テクネチウム99m(99mTc)                                           |
| 腎シンチグラフィ       | テクネチウム99m(99mTc)、ヨウ素131(131I)                          |
| 副腎シンチグラフィ     | ヨウ素131(131I)他                                                |

## 脳血流シンチグラフィー
123I-IMP、99mTc-HMPAO、99mTc-ECD、133Xeといったトレーサーがよく用いられる。133Xeは吸入ガスを用いるため特別な設備が必要となるため近年はあまり行われない傾向がある。スクリーニングとしては123I-IMPまたは99mTc-ECDがよく用いられる。脳梗塞の超急性期にはすぐに合成可能な99mTc-HMPAOが用いられる。脳血管障害の急性期から亜急性期には治療方針の決定には定量性の優れた123I-IMPや133Xeが優れている。また責任病巣を同定する目的では高分解能が得られる99mTc製剤が有効である。99mTc-ECDは代謝を反映することから組織のviabilityの評価が可能とされる。慢性期脳血管障害、特に脳主幹動脈閉塞症における血行再建術の適応決定にて123I-IMPあるいは133Xe吸入法による安静時およびアセタゾラミド負荷後の脳血流定量測定の有効性が示されている。

### 統計解析
eZIS（easy Z-score Imaging System）
SPM（statistical parametric mapping）を基本モジュールとし異なるSPECT機種による画像間差をファントムで補正する機能を有している。
3D-SSP（three-dimensinal stereotactic surface projiction）

### 負荷脳血流シンチグラフィー
アセタゾラミド負荷
炭酸脱水素酵素阻害薬であるアセタゾラミドは選択的かつ強力な脳血管拡張作用を有し、正常組織では局所脳血流が50～80％ほど増加する。これは毛細血管レベルの炭酸ガス蓄積によるものと考えられている。この負荷の目的は脳の抵抗血管を生理的な最大限まで強制的に拡張させることにより脳循環予備能を測定することである。副作用としては頭痛、ふらつき、口唇周囲や四肢末梢のしびれ感などがよく出現し、1時間～半日ほど持続する。小児では脳血流の増加による脳圧亢進で嘔吐することもある。血管拡張作用に基づく脳内盗血現象がおこるため脳梗塞急性期では投与を避けるべきとされている。無尿や乏尿でも投与は禁忌である。JET研究では最終発作から3週間以上経過したあとに行なっている。
アセタゾラミドの投与方法は別日法と分割投与法（1日法）が知られている。別日法はその名のとおり、安静時とアセタゾラミド負荷日を別にして撮影を行う。脳血流の生理的変動を捉えてしまう可能性がある。脳の位置を合わせるのは統計処理画像をもちいれば比較的容易である。分割投与法はトレーサーを同量ずつ2回に分割する。それぞれ条件をかえて連続した2回の撮影を行う。1時間程度で2条件の撮影ができるためアセタゾラミド負荷ではよく用いられる。ECD-RVR法(ECD-resting and vascular reserve法)とIMPをもちいたDTARG（dual table sutoradiography）が知られている。
アセタゾラミド負荷後の心不全、肺水腫による死亡例が報告されていることから適正使用指針 (PDF) が公開されている。
ECD-RVR法
patlak plot法により全脳血流を定量することが特徴である。高血流領域でECDは直線的に増加しないためLassenの補正を用いる。
DTARG法
標準入力関数と1点動脈採血を用いたARG法を発展させ、分割投与法に応用したものである。ARG法と異なりダイナミック撮影で行う。

### 脳梗塞におけるSPECT検査
脳梗塞ではSPECT検査はアテローム血栓性脳梗塞における血行力学的脳虚血の重症度を評価することができる。脳梗塞の再発率の高いサブグループを見出すことができる。脳血行再建術により血行力学的脳虚血の重症度の改善を証明できる。前述のサブグループにおける脳梗塞再発予防効果を検討できるとされている。特に重要なのがSTA-MCAバイパス術の適応を検討することである。1985年の国際共同研究の結果ではSTA-MCAバイパスは脳梗塞の再発予防効果はないとされていた。しかし、その後血行力学的脳虚血の定量的重症度判定により血行再建術が有効なサブグループ、貧困灌流あるいはstageⅡが見出された。日本で行われたJET研究での定義をまとめる。JET研究ではDTARG法を最終発作から3週間以上経過してから用いている。脳循環予備能は（アセタゾラミド負荷時の脳血流／安静時脳血流-1)×100とし、作図では横軸を安静時脳血流、縦軸をアセタゾラミド負荷時血流（ml/100g/min）でプロットする。stage0は脳循環予備能が30％より大きい場合である。stageⅠは脳循環予備能が10～30％の範囲内または、脳循環予備能が10％以下かつ安静時脳血流が正常平均値の80％より大きい場合である。stageⅡは脳循環予備能が10％以下でありかつ安静時血流量が80％以下の場合である。最終発作から3週間以上経過した後のstageⅡが貧困灌流と考えられ、慢性期のSTA-MCAバイパスが脳循環予備能を改善し、血行力学的脳虚血の軽症化が認められ脳梗塞再発予防効果も明らかになっている。脳循環予備能＜0％の場合は盗血現象が起こっていると考えられているが他の貧困灌流と予後に差はないとされている。統計解析はSEE解析がされる場合が多い。
また脳循環予備能の低下はCEAやCASの過灌流症候群のリスクファクターであることも判明しており術後管理にも役立つ。

### 認知症におけるSPECT検査
| 病名                   | 略称 | 特徴的所見                                                                                       |
| ---------------------- | ---- | ------------------------------------------------------------------------------------------------ |
| アルツハイマー型認知症 | AD   | 頭頂側頭連合野の血流低下。喫前部、後部帯状回の血流低下。進行すると前頭葉の血流低下も認められる。 |
| 血管性認知症           | VaD  | 血管障害の病巣に応じた様々なパターンあり。                                                       |
| レビー小体型認知症     | DLB  | 頭頂葉、後頭葉の血流低下。特に後頭葉一次視覚野の血流低下が特徴的である。                         |
| 前頭側頭型認知症       | FTD  | 前頭葉皮質と側頭葉皮質の血流低下。                                                               |
| 進行性核上性麻痺       | PSP  | 前頭葉皮質の血流低下。                                                                           |
| 大脳皮質基底核変性症   | CBD  | 前頭葉皮質と頭頂葉皮質の左右差のある血流低下。                                                   |

#### アルツハイマー型認知症
IMPシンチグラフィーでは3D-SSPでECDシンチグラフィーはeZISで統計解析されることが多い。帯状回後部と楔前部はアルツハイマー型認知症で最初に血流・代謝が低下する部位である。またまた大脳皮質連合野のうち頭頂連合野である縁上回と角回からなる下頭頂小葉はアルツハイマー型認知症の初期から血流・代謝が低下する領域である。軽度の左右差がよく認められるがどちらが優位とはいえない。進行しても側性は保たれ、頭頂連合野から側頭連合野さらには前頭連合野にも血流・代謝低下が出現する。アルツハイマー型認知症で血流・代謝低下が起こらない保持領域が知られている。それは中心溝周囲の一次感覚野、一次運動野、後頭部内側部の一次視覚野、側頭葉上部の一次聴覚野、基底核、視床、小脳などである。eZISでは3つの項目が計算されるそれは血流低下の程度（severity）、血流低下の割合（extent）、血流低下の比(ratio)である。

## ドパミントランスポーターシンチグラフィー
ドパミントランスポーター（DAT）は神経終末の細胞膜に存在する細胞膜型トランスポーターで、他のモノアミントランスポーターなどとともにSLC6（soluble carrier6）とよばれる遺伝子ファミリーを形成している。ドパミントランスポーターは主に黒質線条体ドパミン終末部が存在する尾状核および被殻に発現している。黒質線条体ドパミン神経終末から放出されたドパミンを速やかに再取込しシナプス伝達を終結させるとともに、神経伝達物質の過剰作用から神経細胞を保護する役割をもつ。イオフルパン（123I-FP-CIT）はコカイン類似物質でありDATに高い結合親和性をもつ。イオフルパンを用いたDAT SPECTは黒質ドパミン神経脱落の有無、程度を正確に示す検査となる。すなわちパーキンソン症候群を示す疾患のうち黒質ドパミン細胞が脱落する疾患（パーキンソン病や多系統萎縮症、大脳皮質基底核変性症、進行性核上性麻痺、レビー小体型認知症）とドパミン細胞脱落を伴わない血管性パーキンソン症候群や薬剤性パーキンソン症候群、アルツハイマー型認知症を鑑別することができる検査である。またドパミン神経障害の進行を経時的に評価することも可能である。
検査の注意点
イオフルパンはエタノールを5％含むため飲酒に対し強い反応を示す患者には注意が必要である。パーキンソン病治療薬は検査時に休薬の必要はない。SSRIは線条体におけるDATの結合を10％ほど上昇させる可能性があるため注意が必要である。SSRIは可能ならば5～7日程の休薬をして検査することが望ましい。DATに結合して再取り込みを阻害するコカイン、アンフェタミン、メチルフェニデート、モダフィニルはイオフルパンのDAT結合を強く低下させる。マジンドール、フェンタニル、ケタミンもイオフルパンのDAT結合を低下させることがある。
重要な疾患
パーキンソン病では運動症状発現の5～10年前からDAT減少が始まっており、DATが正常の半分になると運動症状が出現する。パーキンソン病初期と専門医に診断された症例でDAT SPECTでドパミントランスポーターの低下が認められない場合はSWEDDsの可能性がある。SWEDDsはパーキンソン病の可能性は低いと考えられている  。その一方で最終診断がパーキンソン病になる例も報告されている。ドパミントランスポーターの低下が認められるが、自律神経障害や初期から易転倒性やすくみが目立つなど多系統萎縮症や進行性核上性麻痺を示唆する所見がある場合はMIBGシンチグラフィーにて鑑別するべきである。

## 心筋血流シンチグラフィー
テクネシウム製剤など血流シンチグラフィーの他、脂肪酸代謝イメージングや交感神経イメージングが知られている。

### 交感神経イメージング
交感神経イメージングとしてはMIBGシンチグラフィが知られている。MIBGはノルアドレナリンの生理的アナログである。交感神経終末でノルアドレナリンと同様に摂取、貯蔵、放出が行われる。節後性交感神経の機能を評価できるため、各種心疾患の局所的交感神経障害、神経変性疾患の自律神経障害、糖尿病の自律神経障害の評価に用いられる。
H/M比とwashout rate(WR)
評価はH/M比とwashout rateによって行われる。心臓（H）と上縦隔（M）のROIの平均カウントの比率を計算する。正常値は施設によって異なるが低エネルギーコリメーターを使用している場合は後期相で2.0～2.6程度であり、中エネルギーコリメーターを使用している場合は2.6～3.4である。WRは早期相心臓ROIカウントと後期相心臓ROIカウントをもとに計算され、交感神経機能の指標と考えられている。H/M比の低下はレビー小体病であるパーキンソン病、びまん性レビー小体病、純粋自律神経機能不全（PAF）などで認められる。通常ROIは前期相の方が低いものの、レビー小体病では後期相の方が低くWRの亢進を伴っている。通常は後期相H/M比を結果とする。検査の標準化のためsmartMIBGなどのソフトウェアが開発されている。smartMIBGは金沢大学と富士フイルムRIファーマの共同開発で2022年現在はPDRファーマ株式会社で取り扱っている。
検査意義
パーキンソン病ではMIBG集積低下が起立性低血圧、圧反射異常、心拍変動異常に先立って出現するため早期診断で重要である。多系統萎縮症などでは自律神経障害は認められるが節後線維障害ではない（間脳や脊髄中間外側核）ため、H/M比の低下は認められていない。また拡張型心筋症においてΒ遮断薬の効果の事前予測のも用いられる。iLBD（incidental lewy body disease、生前パーキンソン症候群は明らかではないが剖検時に偶然にレビー小体が認められる例で、発症前のPDあるいはDLBと考えられる）が60歳以上の正常剖検例の8～17％の頻度で存在するため注意が必要である。iLBDを合併した多系統萎縮症と大脳皮質基底核変性症の病理例の報告がある。
服用薬剤の影響
MIBG集積に影響をおよぼす薬剤についてはさまざまなものがあげられているが、臨床的に問題になるのはノルアドレナリントランスポーターをブロックする三環系抗うつ薬、四環系抗うつ薬、SNRI、レセルピン（顆粒モノアミントランスポーターをブロックする）である。これらの薬剤は検査前に休薬する必要がある。パーキンソン病治療薬の中でセレギレンは検査に影響するという報告もあるが通常の容量ではほぼ影響しないと考えられている。
合併症
心疾患や糖尿病性神経障害はMIBGシンチに影響をおよぼす。しかし虚血性心疾患ではSPECT画像で局所的な低下は認められても一般的なプラナー正面像でレビー小体病で認められるような無集積は認められない。心不全では典型的には早期像に比べ後期像の強い低下が認められる、しかしNYHAⅠやⅡではプラナー正面像の早期像でレビー小体病で認められるような無集積は認められない。糖尿病では糖尿病性神経障害を合併しなければMIBG集積低下はなく、少なくともプラナー正面像で無集積になることはない。

## ガリウムシンチグラフィー
67Gaの炎症部位への集積機序ははっきりと解明されていない。炎症組織での血流増加、毛細血管の透過性亢進によるGaの運搬、細胞間質への結合など様々な機序が同時に関与していると推測されている。悪性リンパ腫やサルコイドーシスで用いられる。サルコイドーシスでは右上縦隔と両側肺門リンパ節集積によるラムダサインや両側耳下腺、両側涙腺の左右対称性の集積亢進をパンダサインといいサルコイドーシスに特徴的な所見と考えられている。